# Iasnaïa Poliana (oblast de Kaliningrad)
Pour les articles homonymes, voir Iasnaïa Poliana.
Pour le domaine, voir Iasnaïa Poliana (domaine).
Iasnaïa Poliana (en russe : Ясная Роляня, en allemand : Trakehnen) est un village du raïon de Nesterov dans l’oblast de Kaliningrad (Russie). Il était bien connu pour le haras de Trakehnen fondé par le roi Frédéric-Guillaume Ier de Prusse.

## Géographie
Il se situe dans le nord-est de la région historique de Prusse, près de la vaste lande de Rominten s'étendant jusqu'aux frontières avec la Lituanie et la Pologne.
La ville se situe à cinq kilomètres au sud de la route fédérale A229, qui traverse l'oblast d'ouest en est de Kaliningrad à Tchernychevskoïe. 

## Toponymie
Le toponyme allemand « Trakehnen » vient du mot Traki signifiant tourbière en allemand dialectal de Prusse-Orientale. Le toponyme russe « Iasnaïa Poliana » signifie, quant à lui, littéralement « la clairière claire ».

## Historique

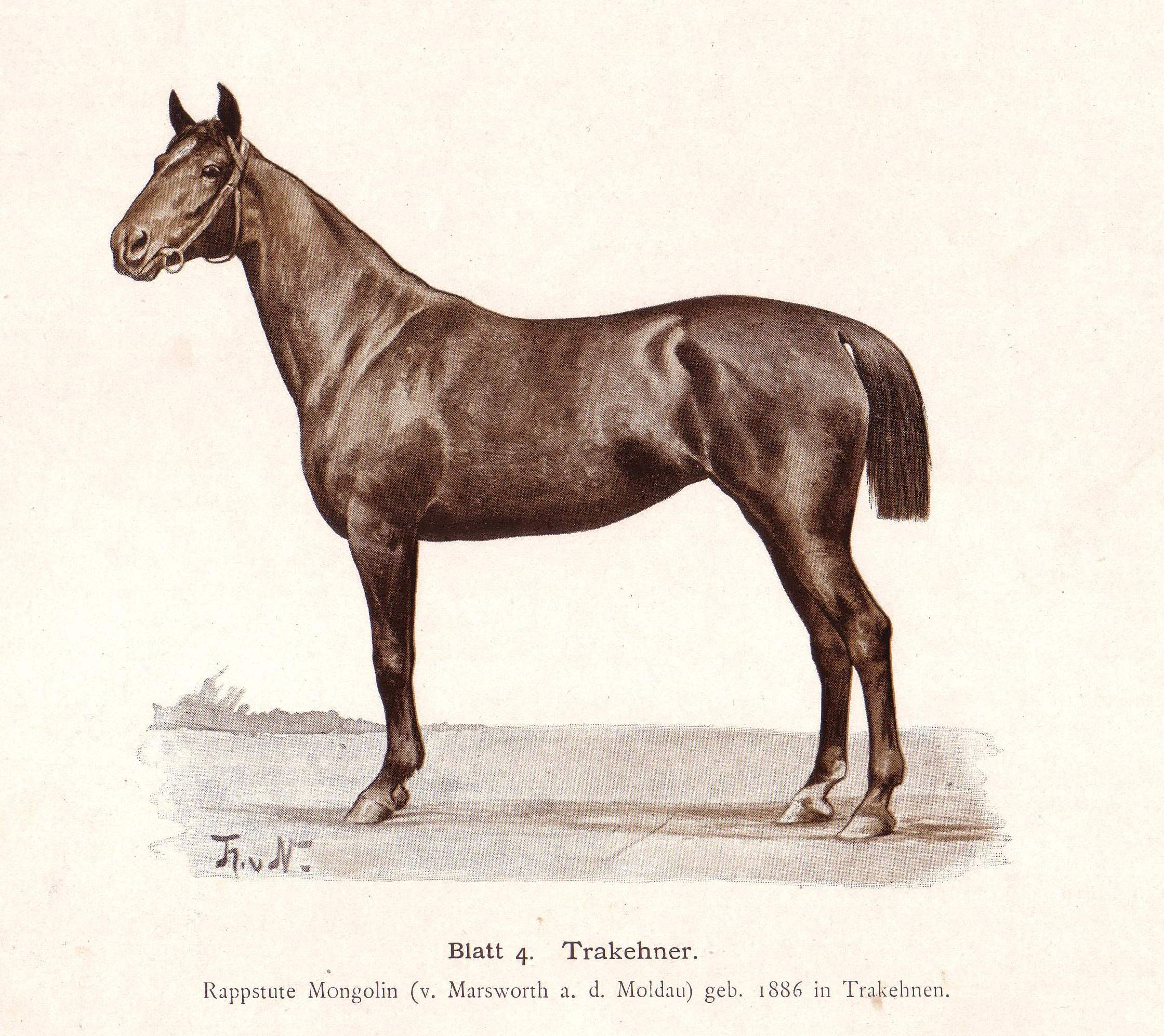
Portrait de la jument trakehner Mongolin, née à Trakehnen en 1886.

Le manoir de Trakehnen a été fondé en 1731 par le « Roi-Sergent » Frédéric-Guillaume Ier pour accueillir l'un des haras principaux du royaume de Prusse, puis de tout l'Empire allemand. Situé dans la province de Prusse-Orientale, il se maintint jusqu'en 1944 pour l’élevage du célèbre cheval Trakehner. 
L’administration du village incorporé dans l'arrondissement de Stallupönen (à partir de 1938: Ebenrode) ne dépendait pas du haras et de son domaine. Le haras a été démantelé à l’hiver 1944 / 1945 lors de l'évacuation de la Prusse-Orientale et l'invasion de l'Armée rouge. Aujourd'hui les bâtiments abritent une école agricole et un petit musée. Il n'y a plus d'élevage de chevaux, mais il y a encore un petit haras à Maïovka (l'ancien domaine de Georgenburg) à proximité du village.

## Population
Après la Seconde Guerre mondiale, la population allemande restante a été expulsée jusqu'à l’été 1945 pour être remplacée par des populations venant de Russie soviétique. Le district de Gumbinnen et l'arrondissement d'Ebenrode auxquels appartenaient administrativement Trakehnen ont donc cessé aussi d'exister.
Sa population est actuellement d'environ 500 habitants.

## Démographie
Recensements et estimations de la population,:
| 2002* | 2010* | - |
| ----- | ----- | - |
| 955   | 997   | - |

## Personnalités
- Walther Funk (1890-1960),  journaliste, homme politique et haut fonctionnaire du Troisième Reich ;
- Wilhelm Kuebart (1913-1993), officier, membre du complot du 20 juillet 1944.